# 广门乡
广门乡，是中华人民共和国四川省广安市广安区曾经下辖的一个乡。2019年12月，撤销枣山镇和广门乡，设立枣山街道，以原枣山镇和原广门乡所属行政区域为枣山街道的行政区域。

## 行政区划
广门乡撤销前下辖以下地区：
岳门村、望子村、石门村、甯家村、石谷村、三合村、会文村、建华村、龙虎村、方墩村、银峰村、金峰村和南峰村。